# Шеменлауфен
Шеменлауфен (нем.Imster Schemenlaufen) је карневал који се одржава сваке четири године у граду Имсту у Аустрији, у недељу пре Великог поста. Унеско  је овај карневал уврстио на репрезентативну листу нематеријалне културне баштине човечанства 2012. године.

## О карневалу
Најстарији познати документи, који се односе на овај карневал, датирају из 1597. и 1610. године. Међутим, може се претпоставити да се традиција сеже много даље.
Централно весеље је Шеменлауфен, поворка маскираних, костимираних плесача. Отприлике 900 локалних мушкараца активно је укључено у Шеменлауфен, што чини десет посто укупне популације.
Главни ликови су у паровима, један човек носи ротирајућа звона, а други носи већа звона тежине до 35 кг. Заједно изводе посебан плес скокова и наклона, а звона производе мешавину високих и ниских тонова. Укупно учествује педесет пет таквих парова, док други маскирани ликови полако имитирају њихов плес. Ипак, други ликови одржавају ред тако што тихо ударају или прскају публику водом, док млада девојка баца мирисни прах у публику. Маскирани димњачари пењу се по кућама у подвизима храбрости, вештице вичу на публику у пратњи бенда који свира дисонантне мелодије, а бели или мрки медведи показују своју снагу.

## Значај
Карневал уједињује целокупно становништво Имста у заједнички циљ, организовање карневала у складу са дугогодишњом традицијом. Становници Имста, посебно жене, уче се техникама израде костима за Шеменлауфена, док локални ковачи кују звона. Свако може правити дрвене маске, а знање о традиционалном занату обично се преноси у породици или се учи на посебним курсевима.